# Asienspiele 2014/Squash
Bei den Asienspielen 2014 in Incheon fanden vom 20. bis 27. September 2014 im Squash vier Wettbewerbe statt. Austragungsort waren die Yeorumul Squash Courts.

## Wettbewerbe
Insgesamt vier Wettbewerbe wurden im Rahmen der Spiele im Squashsport ausgetragen. Dazu zählten die jeweiligen Einzelkonkurrenzen sowie je ein Mannschaftswettbewerb der Damen und Herren. Die Wettbewerbe im Einzel fanden vom 20. bis 23. September statt, die Mannschaftswettbewerbe vom 24. bis 27. September.

## Einzel

### Herren
| Platz | Land              | Sportler             |
| ----- | ----------------- | -------------------- |
| 1     | Kuwait            | Abdullah Al Muzayen  |
| 2     | Indien            | Saurav Ghosal        |
| 3     | Malaysia Hongkong | Ong Beng Hee Max Lee |

### Damen
| Platz | Land            | Sportlerin               |
| ----- | --------------- | ------------------------ |
| 1     | Malaysia        | Nicol David              |
| 2     | Malaysia        | Low Wee Wern             |
| 3     | Hongkong Indien | Annie Au Dipika Pallikal |

## Mannschaft

### Herren
| Platz | Land            | Sportler |
| ----- | --------------- | --- |
| 1     | Indien          | Saurav Ghosal Harinder Pal Sandhu Mahesh Mangaonkar Kush Kumar                                                   |
| 2     | Malaysia        | Mohd Azlan Iskandar Ong Beng Hee Mohd Nafiizwan Adnan Ivan Yuen                                                  |
| 3     | Kuwait Hongkong | Abdullah Al Muzayen Ammar Altamimi Ali Bader Al-Ramzi Fallah Mohammed Max Lee Leo Au Yip Tsz-Fung Tang Ming-Hong |

### Damen
| Platz | Land              | Sportlerinnen                                                                                   |
| ----- | ----------------- | ----------------------------------------------------------------------------------------------- |
| 1     | Malaysia          | Nicol David Low Wee Wern Delia Arnold Vanessa Raj                                               |
| 2     | Indien            | Dipika Pallikal Joshana Chinappa Anaka Alankamony Aparajitha Balamurukan                        |
| 3     | Hongkong Südkorea | Joey Chan Annie Au Tong Tsz-Wing Liu Tsz-Ling Park Eun-ok Song Sun-mi Yang Yeon-soo Lee Ji-hyun |

## Medaillenspiegel
| Platz | Land     | Gold | Silber | Bronze | Gesamt |
| ----- | -------- | ---- | ------ | ------ | ------ |
| 1     | Malaysia | 2    | 2      | 1      | 5      |
| 2     | Indien   | 1    | 2      | 1      | 4      |
| 3     | Kuwait   | 1    | −      | 1      | 2      |
| 4     | Hongkong | −    | −      | 4      | 4      |
| 5     | Südkorea | −    | −      | 1      | 1      |